# God Forbid
A God Forbid amerikai thrash metal/melodikus death metal/metalcore együttes volt. 1996-ban alakultak meg a New Jersey állambeli East Brunswick-ben. Első nagylemezük 1999-ben jelent meg. 2013-ban feloszlottak, mert énekesük, Doc Coyle elhagyta a zenekart. Byron Davis énekes ezt megerősítette Facebook profilján.

## Tagok
- Doc Coyle - ének, vokál (1996-2013)
- Corey Pierce - dob (1996-2013)
- Byron Dovis - ének (1997-2013)
- John Outcalt - basszusgitár (1997-2013)
- Matt Wicklund - ritmusgitár, vokál (2009-2013)
- Dallas Coyle - ritmusgitár, vokál (1996-2009)

## Diszkográfia
- Reject the Sickness (1999)
- Determination (2001)
- Gone Forever (2004)
- IV: Constitution of Treason (2005)
- Earthsblood (2009)
- Equilibrium (2012)

## Egyéb kiadványok
EP-k
- Out of Misery (1998)
- Better Days (2003)

Kislemezek
- To the Fallen Hero (2006)

Válogatáslemezek
- Bring You to Your Knees...Guns'n'Roses (2004)
- Sickness and Misery (2007)

Videóalbumok
- Beneath the Scars of Glory and Progression (2008)